# Александр (герцог Седерманландський)
Принц Александр Ерік Хубертус Бертіль герцог Седерманландський (швед. H. K. H. Prins Alexander Erik Hubertus Bertil hertig av Södermanland; англ. Prince Alexander of Sweden, Duke of Södermanland; *19 квітня 2016 р., м. Стокгольм) — принц Швеції, герцог Седерманланду, перша дитина шведського принца Карла Філіпа герцога Вермландського, та його дружини Софії, герцогині Вермландської; онук правлячого короля Швеції Карла XVI Густава та його дружини королеви Сільвії.

## Життєпис
15 жовтня 2015 року було офіційно анонсовано, що принц Карл Філіп та його дружина принцеса Софія очікують появу на свого первістка в квітні 2016 року. Принц Александр народився 19 квітня 2016 р. о 18:25 в лікарні Дандерид у м. Стокгольмі. Вага новонародженого була 3595 грамів, зріст 49 см.
21 березня 2016 р. король Швеції Карл XVI Густаф на засіданні Ради міністрів Швеції оголосив ім'я і титул принца — принц Александр Ерік Губертус Бертіль, герцог Седерманландський. Ім'я Ерік принц отримав на честь свого діда, Еріка Гельквіста, до того ж це ім'я носило кілька шведських королів, останній з них — Ерік XIV. У династії Бернадотів це ім'я носив й принц Ерік, герцог Вестманландський. Одне з імен — Губертус — є також четвертим ім'ям згаданого короля Швеції. Ім'я Бертіль вже зустрічалося в королівській родині (Бертіль герцог Галландський), а також це одне з імен принца Карла Філіпа. Історична провінція Швеції Седерманланд розташована в регіоні Свеаланд, раніше титул герцогів Седерманландських носили принци Карл (майбутній король Карл XIII), Оскар (майбутній король Оскар I) і Вільгельм (*1884-†1965).
22 квітня 2016 р. відслужений подячний молебень «Тебе, Бога, хвалимо». Силою закону про рівну прімогенітуру, чинну в Швеції з 1980 р., Його Королівська Високість займав п'яту позицію в порядку спадкування шведського престолу (після кронпринцеси Вікторії, принцеси Естель, принца Оскара і свого батька принца Карла Філіпа) до комюніке від 7 жовтня 2019 року.

Народження принца було відзначено воздаванням яси в 21 постріл з гармат на острові Шепсгольмен, навпроти Стокгольмського палацу. Салюти також були проведені в м. Будені, м. Карлскруні і м. Гетеборзі. 

З 7 жовтня 2019 року згідно комюніке про зміни в шведському королівському домі принц Александр втратив звання Його Королівська Високість; титули принца та герцога Седерманландського, які йому надав король за ним зберігаються. Надалі він не буде виконувати королівські обов'язки. 

## Нагороди
- Кавалер Ордену Серафимів згідно права народження;
- кавалер ордена Карла XIII згідно права народження.

## Титулування
- Його Королівська Високість принц Александр Шведський, герцог Седерманландський.